# Mastor
Mastor (altgriechisch Μάστωρ Mástōr) ist in der griechischen Mythologie der Vater des Lykophron.
Sein Sohn musste wegen eines Mordes seine Heimat Kythera verlassen und floh nach Salamis, wo er sich dem Telamonier Aias auf dem Zug nach Troja anschloss. Dort starb er durch die Hand des trojanischen Helden Hektor.